# Zámrsky (Jizerská tabule)
Zámrsky (281 m n. m.) je vrch v okrese Mladá Boleslav Středočeského kraje, ležící asi 0,5 km jihozápadně od obce Prodašice, na stejnojmenném katastrálním území.
Asi 800 metrů na JJV, již v Rožďalovické tabuli, se nachází vrch Ostrá hůrka (278 m n. m.).

## Geomorfologické zařazení
Vrch náleží do celku Jizerská tabule, podcelku Dolnojizerská tabule a okrsku Jabkenická plošina, jehož je to nejvyšší vrchol.

## Přístup
Přímo přes plochý vrchol vede silnice Prodašice – Seletice, takže přístup je velmi jednoduchý.